# Kap Elliott
Kap Elliott ist ein vereistes Kap, welches das nördliche Ende der Knox-Küste im ostantarktischen Wilkesland markiert. Es liegt am Shackleton-Schelfeis, 45 km südwestlich der Bowman-Insel.
Das Kap wurde anhand von Luftaufnahmen kartografisch erfasst, die bei der Operation Highjump (1946–1947) entstanden. Das Advisory Committee on Antarctic Names benannte es 1955 nach Jared Leigh Elliott (1805–1881), presbyterianischer Kaplan auf der USS Vincennes, Flaggschiff der United States Exploring Expedition (1838–1842) unter der Leitung des US-amerikanischen Polarforschers Charles Wilkes.